# Arturo Ávila Anaya
Arturo Ávila Anaya (Ciudad de México, México, 1 de junio de 1977) es un político mexicano, miembro del partido Morena. Es diputado federal, actualmente es miembro de la LXVI Legislatura. El 28 de agosto de 2024 fue nombrado Vocero del Grupo Parlamentario de MORENA en la Cámara de Diputados, en la LXVI Legislatura.

## Formación
•	Licenciado en Derecho, con mención honorífica por el Colegio Superior de Ciencias Jurídicas.
•	Maestro en Dirección de Empresas por el IPADE. 
•	Ha realizado estudios de posgrado en Derecho Angloamericano en la Universidad de Texas, en Austin. 
•	Certificación Senior Executive in National and International Security de la Harvard Kennedy School.
•	Certificación en Inteligencia Artificial por Harvard Extension School.

## Trayectoria
Pertenece al partido político Morena, ha sido candidato a la Alcaldía de Aguascalientes, también ha sido coordinador de la precampaña presidencial de Adán Augusto López Hernández y vocero de la campaña presidencial de Claudia Sheinbaum Pardo. Es consejero de Morena en Aguascalientes.
Es colaborador en medios de comunicación como Milenio y El Heraldo de México, Radio Fórmula, Reporte Índigo, Canal 11, N+ Televisa, BBC de Londres, SDP Noticias y 24 Horas, entre otros. 
Es autor de los libros "Ejército y Fuerza Aérea Mexicana: Otra Visión" (2018) y "Fuerzas Armadas: Instituciones de Confianza" (2021).